# Fredrik Aulin
Fredrik Rutger Aulin, född 19 november 1841 i Överselö socken, Södermanlands län, död 18 februari 1923 på Tomteboda i Solna församling, var en svensk botaniker. 
Aulin blev student vid Uppsala universitet 1861, filosofie kandidat 1868 och filosofie doktor 1872 på avhandlingen Anteckningar öfver hafsalgernas geografiska utbredning i Atlantiska hafvet norr om eqvatorn, i Medelhafvet och Östersjön. Han blev kollega vid Maria läroverk 1869-1879, adjunkt vid Södra Latin i Stockholm 1879-1906 och tillika studiedirektor vid Södermalms högre läroanstalt för flickor från 1881 till 1903. 
Efter pensioneringen 1906 var Aulin verksam som frivilligt biträde vid Naturhistoriska riksmuseets botaniska avdelning. För denna verksamhet erhöll han 1910 Kungliga Vetenskapsakademiens äldre Linnémedalj i guld och av Kungl. Maj:t medaljen Illis Quorum 1921.